# 1655 en science
| Années de la science : 1652 - 1653 - 1654 - 1655 - 1656 - 1657 - 1658    |
| Décennies de la science : 1620 - 1630 - 1640 - 1650 - 1660 - 1670 - 1680 |

Cet article présente les faits marquants de l'année 1655 en science.

## Événements

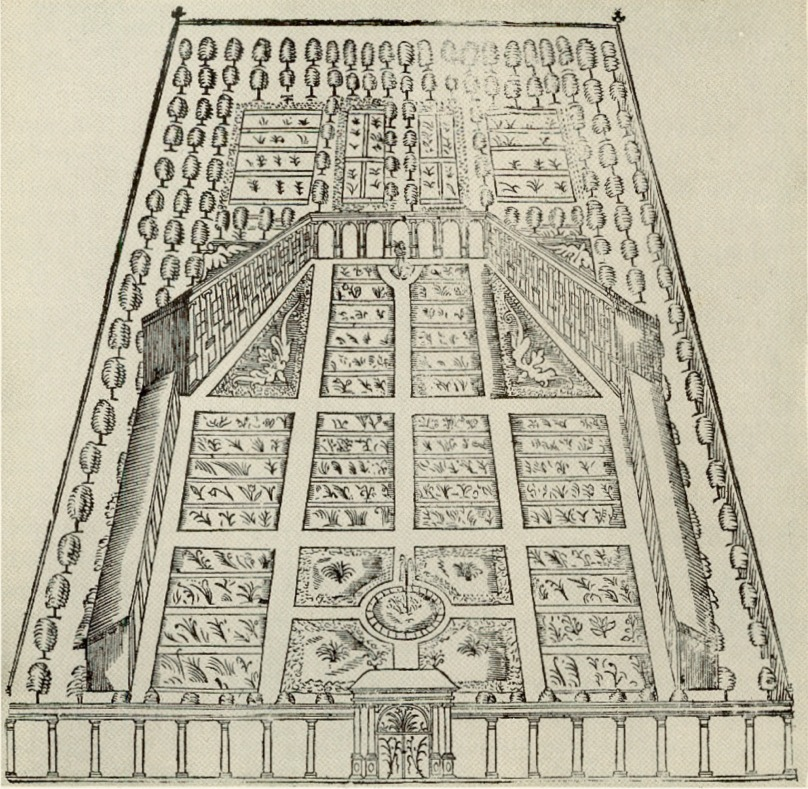
L'ancien jardin botanique de l'Université d'Uppsala, aujourd'hui Jardin de Linné, représenté par Olof Rudbeck en 1675.

- 25 mars : Christian Huygens découvre Titan, un satellite naturel de Saturne[1]. Il découvre que Saturne est entourée d’un anneau[2].
- 1er septembre : le savant hollandais Christian Huygens obtient son doctorat en droit à l'université d'Angers[3].

- Création du jardin botanique de l'université d'Uppsala[4].
- Le symbole de l'infini (« ∞ » ) est introduit par John Wallis dans son ouvrage De Sectionibus Conicis (1655) d'après la représentation romaine du nombre 1000[5].

## Publications
- Charles Bouvard : Historicae hodiernae medicinae rationalis veritatis @ rationales medicos, Publication : (S. l., 1655.), notice n° : FRBNF30150428 ;
- Jean-Jacques Chifflet : Anastasis Childerici I. Francorum regis, description de la tombe de Childéric Ier.
- Jean François :
  - Les éléments des sciences et des arts mathématiques pour servir d'introduction à la cosmographie et à la géographie, 1655, Rennes,
  - La chronologie, 1655, Rennes ; 1681, Paris,
  - De la quantité, 1655, Paris.
- Martino Martini publie un Atlas de la Chine.

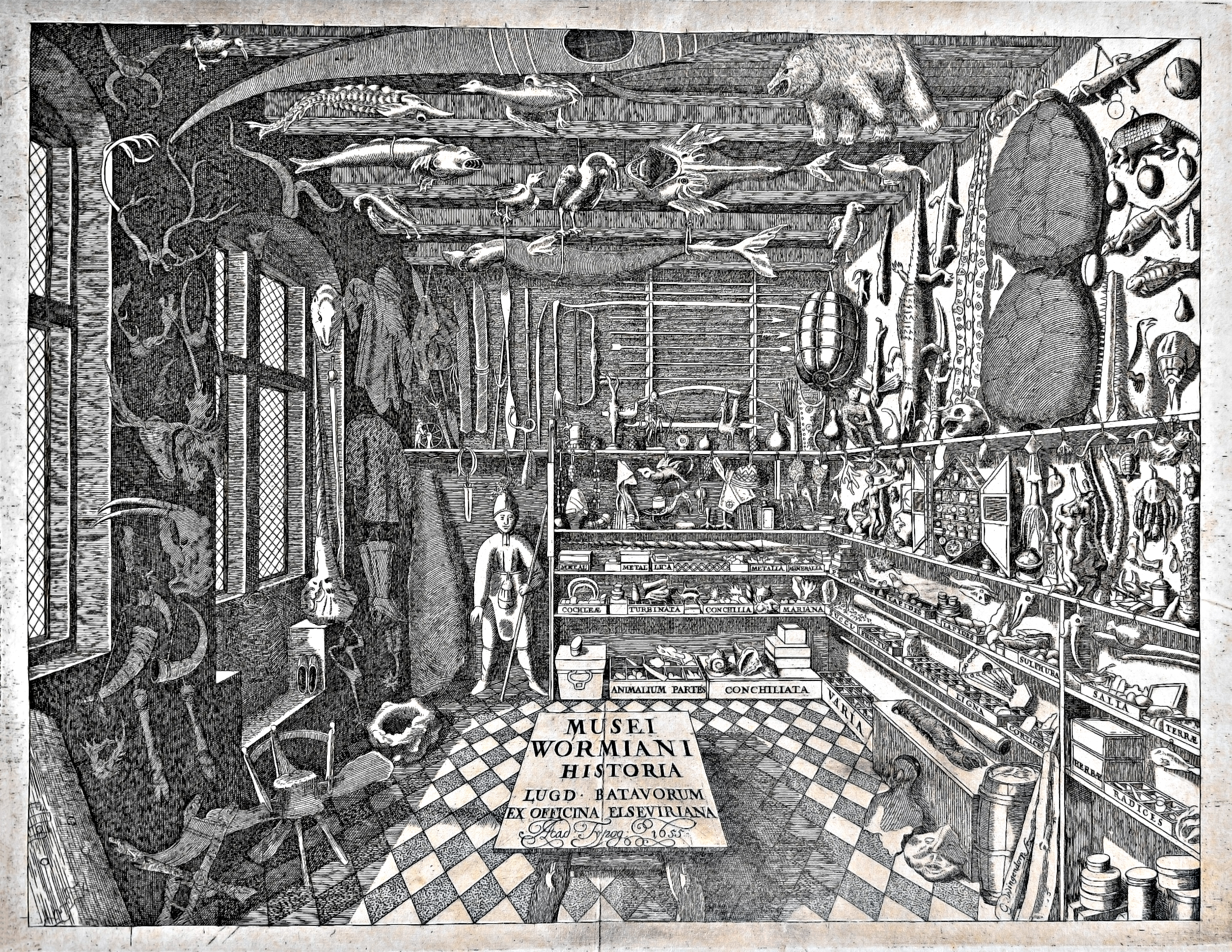
Frontispice de Musei Wormiani Historia montrant l'intérieur du cabinet de curiosités de Ole Worm.

- Ole Worm : Musei Wormiani Historia, inventaire illustré de son célèbre cabinet de curiosités.

## Décès

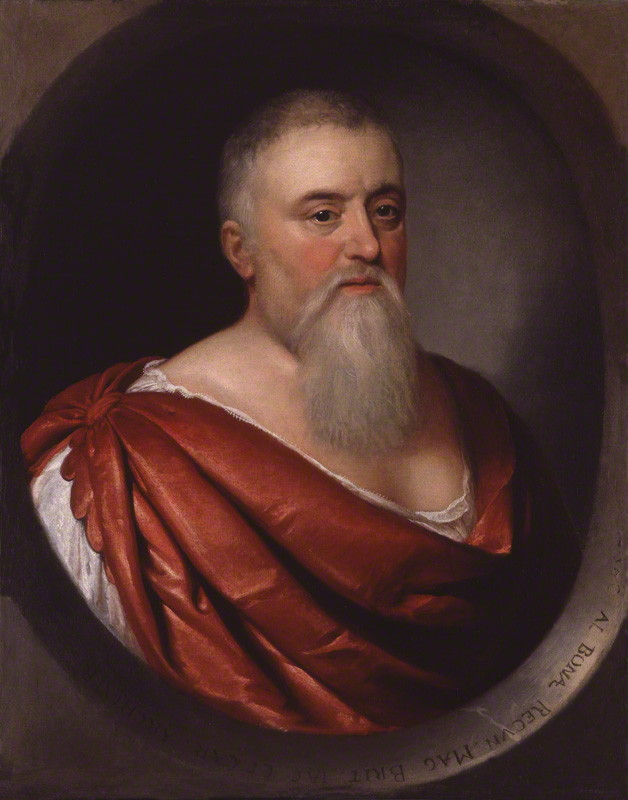
Théodore Turquet de Mayerne

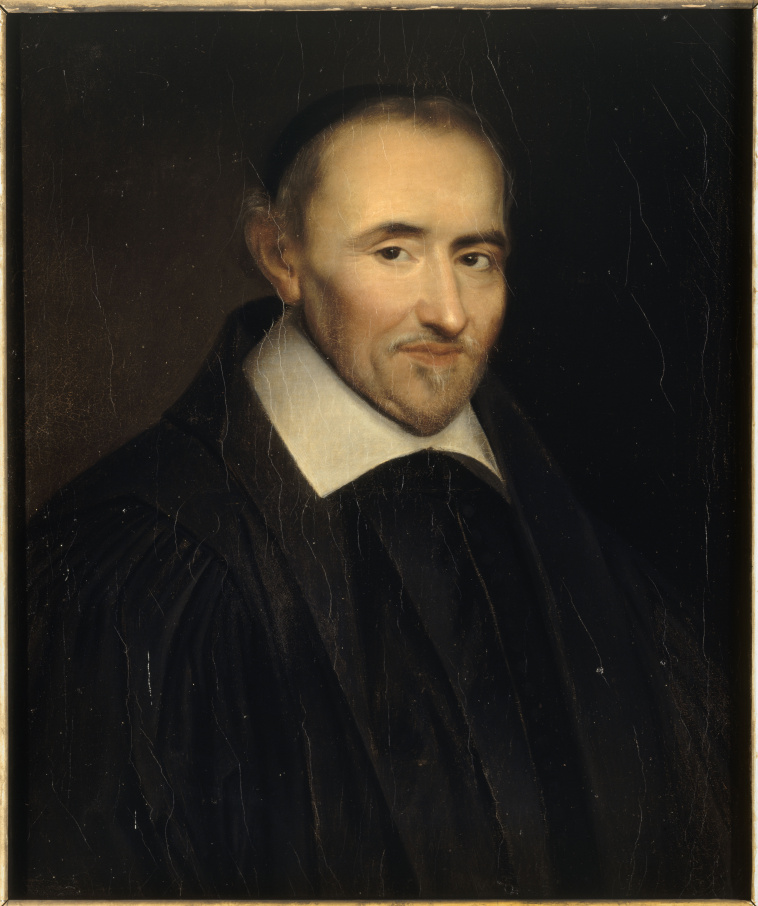
Pierre Gassendi
Portrait par Louis-Édouard Rioult.

- 22 mars : Théodore Turquet de Mayerne (né en 1573), médecin et chimiste genevois qui fit progresser les théories de Paracelse et découvrit un « air inflammable », que l'on nommera plus tard l'hydrogène.
- 24 octobre : Pierre Gassendi (né en 1592), mathématicien, philosophe, théologien et astronome français.